# KZKT-545
Der KZKT-545 (russisch КЗКТ-545) ist eine schwere Zugmaschine aus sowjetischer Produktion, die Ende der 1960er-Jahre konzipiert wurde, um den MAZ-537 im Folgejahrzehnt zu ersetzen. Die Lastwagen mit Allradantrieb wurden vom russischen Hersteller Kurganski Sawod Koljosnych Tjagatschei montiert, kamen über einige Prototypen aber nie hinaus. Da das Minski Awtomobilny Sawod an der Entwicklung mitwirkte, findet sich auch die Bezeichnung MAZ-545 in der Literatur.

## Entstehungsgeschichte
In den 1960er-Jahren sah das sowjetische Verteidigungsministerium die Notwendigkeit den sowjetischen Panzertransporter MAZ-537 durch eine neue Konstruktion zu ersetzen. Zunehmend zeigte sich, dass die Leistungsfähigkeit des MAZ-537, vor allem aufgrund seiner Motorisierung, im Rahmen einer dynamischen Kriegsführung mit umfangreichen, schnell operierenden Panzerverbänden an ihre Grenzen stieß. Ende der 1960er-Jahre entwickelten Ingenieure des Minski Awtomobilny Sawods zwei Prototypen, die Sattelzugmaschine MAZ-545 und eine Ausführung mit Ballastpritsche mit der Bezeichnung MAZ-545A. Beide Erstentwürfe wurden von 1969 bis 1970 im Kurganski Sawod Koljosnych Tjagatschei (kurz KZKT) hergestellt. Die LKW basierten auf dem Chassis des MAZ-537 und unterschieden sich äußerlich nur durch ein verlängertes Führerhaus, in dem acht Personen Platz fanden. Bei den ersten Entwürfen wurde die Kabine zwar verlängert, jedoch nicht mit zusätzlichen Türen versehen. Damit die Besatzung der hinteren Sitzreihe aussteigen konnte, musste einer der Beifahrersitze umgeklappt werden.
Der Hauptunterschied zum Vorgänger bestand jedoch im Einsatz des moderneren W-38-Dieselmotors, eine Variante des T-34-Aggregats W-2, der aus dem Tscheljabinski Traktorny Sawod zugeliefert wurde. Außerdem erhielten die Lastwagen ein neues vierstufiges Getriebe. Weitere Modifikationen erfolgten bis Mitte der 1970er-Jahre. Darunter waren eine Panzerung der Kabine, die Umgestaltung der Front und die Anbringung zweier zusätzlicher Türen für die hintere Sitzreihe. Weder der MAZ-545 noch der MAZ-545A gingen in Serie, da die leistungsstarken W-38-Panzermotoren nicht in ausreichender Zahl zur Verfügung standen.

## Technische Daten
→ Quelle der Daten
- Motor: Zwölfzylinder-Saugdieselmotor
- Motortyp: W-38
- Hubraum: 38,88 l
- Leistung: 650 PS (478 kW)
- Antriebsformel: 8×8
- Sitzplätze in der Kabine: 8
- Höchstgeschwindigkeit: 65 km/h
- Länge: 9850 mm
- Breite: 2880 mm
- Höhe: 2880 mm
- Bodenfreiheit: 500 mm
- Leergewicht: 22,5 t
- Sattellast: 25 t
- zulässiges Gesamtgewicht des Sattelaufliegers: 68 t
- zulässiges Gesamtgewicht des Zugs: 90,5 t